# نام تجاری
نام تجاری ، نام بازرگانی یا نام کسب و کار، نام مستعاری است که توسط شرکت هایی استفاده می شود که تحت نام  ثبت شده شرکت خود فعالیت نمی کنند. 
نام تجاری از هویت و خصوصیات منحصربه‌فردی برخوردار است که مجزا از کمپانی و نام کالاست. این نام چیزی فراتر از نام‌ها،  و شعارهاست. برای انتخاب یک نام تجاری از قوانینی چون قانون گسترش، قانون معروفیت، قانون تبلیغات، قانون واژه، قانون اعتبار، قانون کیفیت، قانون نام، قانون هم خانوادگی و قانون رنگ استفاده می‌شود.

## مقدمه
امروزه با ظهور پدیدهٔ [دهکده جهانی] ،سازمان‌ها می‌بایست با به کارگیری استراتژی‌های نوین،کسب و کار خود از دنیای واقعی به دنیای مجازی انتقال دهند از جمله مارک تجاری خود را یک مارک تجاری وجه تمایز محصولات و خدمات شرکت از سایر رقباست.امروزه مارک‌های تجاری به سمبل‌های سرمایه‌داری بین‌المللی تبدیل شده‌اند و ارزیابی شرکت‌ها از سوی مشتریان را امکان‌پذیر می‌کنند به گونه‌ای که اغلب مشتریان حتی حاضرند برای یک مارک تجاری قدرتمند بهای بیشتری بپردازند چرا که مارک‌های تجاری روش جدیدی از زندگی را به نمایش می‌گذارند و مجموعه‌ای از ایده‌های نو را عرضه می‌کنند. 
برای اینکه شرکت‌ها از طریق علائم تجاری خود بتوانند به ایجاد و حفظ اعتماد مشتری بپردازند، نیازمند تبلیغات پرهزینه و بازایابی خوب و قدرتمند هستند. تبلیغات نامناسب،افت ناچیز در کیفیت محصولات، می‌تواند باعث گریز آن مشتری از بازار مصرف آن مارک تجاری شود.
شرکت‌ها به کمک علائم تجاری قدرتمند می‌توانند خود را ازنظر راهبردی برای آینده تثبیت کرده و با رقبای بالقوه‌ای که بازارهای جهانی را تحت کنترل دارند به‌طور مؤثر رقابت کنند. بنابراین می‌توان گفت که شرکت‌ها باید برای کسب اعتبار جهانی،ورود به بازارهای جدید،رشد درازمدت،کاهش هزینه و افزایش تولید،اقدام به ایجاد،تثبیت و مدیریت علائم تجاری خود کنند.

### نام تجاری چیست؟
"نام تجاری از هویت و خصوصیات منحصربه‌فردی برخوردار است که مجزا از کمپانی و نام کالاست. نام تجاری چیزی فراتر از نام‌ها، نشانه‌ها، و شعارهاست."
هر نام تجاری یک اسم خاص است که این اسم می‌تواند برگرفته از نام اجتماع، شهر، گروه یا یک فرد باشد، حتی نام شما نیز می‌تواند یک نام تجاری باشد. در واقع یک نام تجاری باید به اندازه‌ای در ذهن‌ها نقش ببندد که با شنیدن نام آن کالا یا سرویس، سریعاً برای ما تداعی شود، مانند کاری که کوکاکولا کرده‌است. امروزه مدیران شرکت‌ها درک کرده‌اند که مارک تجاری شرکت آن‌ها تنها یک مفهوم مطلق و خشک و خالی نیست بلکه یک دارایی و ثروت اندیشمند برای شرکت به‌شمار می‌رود.
مارک تجاری جهانی عموماً هویت معیارها و جایگاه مشابهی در سراسر جهان دارند، حتی اگر راهبردهای تولید و ارتباطات با تفاوت‌های جزئی فرهنگ‌ها تطابق داده شود. مارک تجاری جهانی به مصرف کنندگان هویت و جایگاه مشابهی را درسراسر جهان ارائه می‌کند در حالی که مارک تجاری بین‌المللی موقعیت یا هویت مارک‌های تجاری خود راجهت متناسب شدن با مخاطبان مختلف تغییر می‌دهد.
مانند مک دونالد که یک مارک تجاری بین‌المللی است، چون لیست غذایی آن با توجه به فرهنگ هر کشور تغییر می‌کند.اما کوکاکولا یک مارک تجاری جهانی است که در همه جا آن محصول را با همان کیفیت ارائه می‌دهد.

### چرخهٔ حیات مارک تجاری و مدیریت محصول
دروقتی محصول جدیدی معرفی می‌شود، در ابتدا میزان فروش کمی پائین است اما وقتی آگاهی بازار افزایش می‌یابد، این میزان شروع به بالا رفتن کمک می‌کند. بعد از این مرحلهٔ مقدماتی(جنینی) فروش بازار به سرعت بالا می‌رود، چون تقاضا افزایش می‌یابد و تولیدکنندگان دیگر وارد می‌شوند، که به آن مرحلهٔ (رشد) می‌گویند. سپس بازار کامل می‌شود چون سرعت فروش پایین می‌آید، رقابت تولیدکنندگان افزایش می‌یابد (مرحلهٔ تکامل)حال اگر بعد از این مرحله ابتکار یا ایدهٔ جدیدی برای ارائهٔ محصول وجود نداشته باشد به علت اشباع بازار و کم شدن تقاضا، چرخهٔ حیات مارک تجاری به پایان رسیده و به سرعت پایین می‌آید (اشباع).
مارک تجاری می‌تواند استراتژی شرکت را شکل دهد و به نوعی کمک کند تا مسوولین شرکت بفهمند چه نوع نوآوری و ابتکار عملی در سایهٔ مارک تجاری شرکت مناسب است و کدام نوآوری‌ها تناسب لازم را ندارند.

### مدیریت علائم تجاری
به علت ماهیت پویای بازار جهانی امروز، مدیریت مارک تجاری کار بسیار پیچیده‌ای شده‌است. در سال‌های اخیر نقش و اهمیت مدیریت مارک تجاری تغییرات زیادی به صورت زیر کرده‌است:
الف- مدیریت ارتباط با مشتری (CRM):
برخلاف گذشته که توجه بر محصولات تولید شده بود نه خواستهٔ مشتری، امروزه توجه مدیران به نیاز بازار و مشتری است نه بر محصول ارائه شده. چون ثابت شده‌است که مشتریان در تعیین موفقیت یا شکست مارک تجاری نقش مؤثری دارند.
ب- مدیریت بازار و گروه:
به علت توجه بازار و نه مشتری، مدیریت محصول به سمت مدیریت گروه می‌رود و برای مدیریت مارک تجاری می‌توان از روش صنعت متقاطع استفاده کرد.
 ج- مدیریت مارک تجاری بین‌المللی:
تأکید بر مارک تجاری جهانی به جای علائم محلی بسیار مؤثرتر است و برای نیل به این هدف باید در ابتدا مارک‌های تجاری را که به صورت بین‌المللی شده‌اند گسترش داده و به مارک تجاری جهانی تبدیل کنیم.

## قانون اول- قانون گسترش
قدرت یک نام تجاری نسبت معکوس با گسترش آن دارد. انسان موجودی طمع‌کار است و هرچه به‌دست آورد باز بیشتر طلب می‌کند. در دنیای کسب و کار نیز وضع به همین منوال است، به گونه‌ای که شرکت‌ها خطوط ضمیمه اضافه کرده و کالاها و انشعاب‌های فرعی بیشتری ایجاد می‌کنند. 
با این کار شاید در کوتاه مدت منافعی به‌دست آورند ولی در بلندمدت تنها نام تجاری خود را کمرنگ‌تر می‌کنند. زیرا وقتی یک شرکت در ذهن مصرف‌کننده برای یک کالای خاص یا یک طبقه‌بندی خاص حک می‌شود این تثبیت به مرور زمان بیشتر می‌شود اما زمانی که نام تجاری خود را بر روی انواع مختلفی از کالا می‌گذارد در واقع این تأثیر بین آن‌ها تقسیم می‌شود لذا باید دامنه را محدود کنیم و در حیطهٔ کاری خود متمرکز شویم .

## قانون دوم- قانون معروفیت
تولد یک نام تجاری از طریق معروفیت و شهرت آن شکل می‌گیرد.ابتدا باید به این شهرت برسیم تا بتوانیم خود را تثبیت کنیم. یکی از راه‌های معروف شدن پیشگام بودن است. به این معنی که حتی اگر نمی‌توانیم در یک طبقه‌بندی کلی اول باشیم می‌توان در یک زیر طبقه و یک مقوله پیشگام باشیم و صرف تولد یک کالای جدید در یک طبقه‌بندی خاص به شهرت نمی‌رسیم مانند : سی ان ان CNN: نخستین شبکهٔ خبری کابلی و مرغ سوخاری کنتاکی (KFC): نخستین فروشگاه زنجیره‌ای که مرغ را با طبخ جدید(سرخ شده) تحویل می‌داد.

## قانون سوم- قانون تبلیغات
هر نام تجاری پس از تولد، برای ماندگاری نیازمند تبلیغات است. بعد از اینکه نام تجاری خلق شد برای اینکه در گردونهٔ رقابتی محو و کمرنگ نشود باید به تبلیغات بپردازد. تبلیغات ابزار نیرومندی در جهت حفظ و نگه‌داری یک نام تجاری پس از کسب آن است و نمی‌تواند یک نام تازه پا و جدید را رهبری کند. در واقع به صرف تبلیغات نمی‌توانیم یک نام تجاری جدید را تثبیت کنیم.
هزینهٔ سرسام‌آور تبلیغات شاید نتواند بهای خود را بپردازد اما باعث می‌شود رقبا مجبور به صرف هزینه‌های هنگفتی در همین راستا شده و اگر توان مالی آن را ندارند ناچار به تبعیت از ما حرکت می‌کنند. شرکت‌ها در زمان اوج شُهرت و معروفیت خود باید به تبلیغات بپردازند تا همچنان قوی، محکم و پررنگ بمانند مانند کارت اعتباری ویزا یا شرکت معروف و صاحب نام مایکروسافت.

## قانون چهارم- قانون واژه
برای تملک ذهن مصرف‌کننده و به منظور تثبیت نام تجاری باید به کوششی وصف ناپذیر پرداخت. نام تجاری بهتر است کوتاه، ساده و مختصر باشد تا در نقل شفاهی راحت‌تر بیان شود زیرا تأثیر نقل شفاهی در تثبیت آن بیسار بیشتر از نقل کتبی است. وقتی مایلید یک نام تجاری خلق کنید سعی کنید واژه‌ای را از محصول خود تثبیت کنید که به هیچ شرکت و سازمانی تعلق ندارد.

## قانون پنجم- قانون اعتبار
رکن اصلی یک نام تجاری در ادعای اصالت آن است. اگر بتوانیم نام تجاری خود را تثبیت کنیم می‌توانیم در آن ادعای اصالت کنیم. شعار کوکاکولا این بود:"این یک نوشابهٔ واقعی است." این ادعا آنقدر با نام تجاری رابطهٔ تنگاتنگی برقرار کرده بود که همه می‌گفتند:"بله این یک نوشابهٔ اصیل است و بقیه تنها تقلیدی از آن هستند". همان طور که می‌بینید وقتی نام تجاری به خوبی و قدرتمند تثبیت می‌شود حتی ادعاهای ما بر ادعای رقبا برتری می‌یابد.

## قانون ششم- قانون کیفیت
کیفیت مهم است اما نام تجاری تنها با کیفیت ساخته نمی‌شود.آیا صرف ارائهٔ محصول با کیفیت بالا را می‌توان نام تجاری را تثبیت کرد؟ پس اگر این‌طور است ساعت رولکس دقیق‌تر از بقیهٔ ساعت‌ها زمان را نشان می‌دهد؟ آیا مرسدس بنز کمتر از کادیلاک با مشکلات فنی روبرو می‌شود؟ طبق آمار گرفته شده بسیاری از افراد طعم پپسی را ترجیح می‌دهند اما فروش کوکاکولا بیشتر است.
مشاهدات طی سال‌های طولانی به این نتیجه منجر شده که ابتدا باید نام تجاری خود را تثبیت کنید و البته محصول را با کیفیت بالا ارائه دهید و هرگز تصور نکنید که کیفیت به تنهایی قادر به خلق نام تجاری شما خواهد بود.

## قانون هفتم- قانون نام
در درازمدت مارک تجاری چیزی جز یک نام نیست و همان‌طور که گفتیم باید دامنهٔ خود را محدود کرده و در کوتاه‌مدت به تثبیت نام تجاری خود بپردازیم اما در درازمدت تنها چیزی که از کمپانی شما می‌ماند یک نام است. مانند شرکت زیراکس که شاید امروزه تنها دارایی ۵/۱۹ میلیارد دلاری شرکت زیراکس تنها و تنها نام آن است.

## قانون هشتم- قانون هم خانوادگی
زمان و مکان مناسبی برای ارائه نام تجاری دوم وجود دارد.در حالی که شرکتی از معروفیت خوبی برخوردار است می توتند با اضافه کردن نام دوم به انتهای نام اصلی موجب گسترش محصول جدید خود گردد. برای مثال نام تجاری کوکاکولا لایت برای محصول جدید مناسب است چرا که هم از خانواده کوکاکولاست و هم نشان دهنده بدون قند بودن محصول است.

## قانون نهم- قانون شکل
یک آرم تجاری باید به گونه‌ای طراحی شود که خیره‌کننده باشد. در طراحی آرم باید از اشکال ساده استفاده کنیم و شکل‌هایی که از عناصر متعدد تشکیل شده‌اند را به کار نبریم. وقتی آرم تجاری شکلی ساده دارد به راحتی در ذهن تثبیت می‌شود مانند آرم شرکت نایک که به حدی توانسته به کمک این قانون، نام تجاری خود را در اذهان تثبیت کند که حتی نیاز به نوشتن کلمهٔ NIKE در زیر آرم خود ندارد.

## قانون دهم – قانون رنگ
یک نام تجاری باید رنگ متضاد رقیب اصلی خود را انتخاب کند. اگر پیشگام هستید نزدیک‌ترین رنگ به محصول خود را انتخاب کنید. بهتر است از رنگهای اصلی و مشخص به جای رنگ‌های ترکیبی استفاده شود. اما اگر رقیب شما زودتر این کار را کرده‌است سعی کنید رنگ متضاد با رقیب را انتخاب کنید. کداک زرد را انتخاب کرد و فوجی سبز را. با این کار می‌توانید نام تجاری خود را با رنگی که متعلق به خودتان است تثبیت کنید

## ضرورت‌های ساخت نام تجاری
ساخت یک نام تجاری معتبر، آن چیزی است که غالب کسب وکارها به دنبال آن هستند. آن‌ها با الگو قراردادن کسب و کارهایی نظیر اپل که می‌تواند با هزینه‌های تبلیغاتی کم، فروش‌های قابل توجهی را تجربه کند، به این راه قدم می گذارند.
در کل می‌توان به 5 ضرورت برای ساخت یک نام تجاری قوی و معتبر اشاره کرد:
1. هدف: می بایست عمیق تر در کسب و کارهای الگو وارد شد. ساختارهای اصلی و اهداف نمونه‌هایی نظیر اپل یا مایکروسافت را بررسی کنید.
2. ثبات قدم: همیشه بر آنچه تعیین‌کننده موفقیت کسب و کارتان است و به آن شناخته می شوید، وفادار باشید.
3. احساسات: همیشه کاملاً منطقی عمل کردن در کسب و کار، پاسخگو نیست، سعی کنید از احساسات مشتریان بهره ببرید.
4. انعطاف: هیچ گاه پافشاری روی روش‌ها نداشته باشید. ابزارها و روش‌ها مداماًً به روزرسانی می‌شوند، مراقب باشید از آن‌ها جا نمانید.
5. همکاران تأثیرگذار: همیشه مهم‌ترین حلقه زنجیر ساخت یک نام تجاری معتبر، کارکنان فروشنده هستند. پس سعی کنید آن‌ها را با مجموعه هم جهت کنید.[۲]